# 北群馬信用金庫
北群馬信用金庫（きたぐんましんようきんこ、英語：Kitagunma Shinkin Bank）は、群馬県渋川市に本店を置く信用金庫である。

## 沿革
- 1948年（昭和23年）8月 北群馬渋川信用組合を設立
- 1951年（昭和26年）12月 信用金庫法に基づき、北群馬信用金庫となる

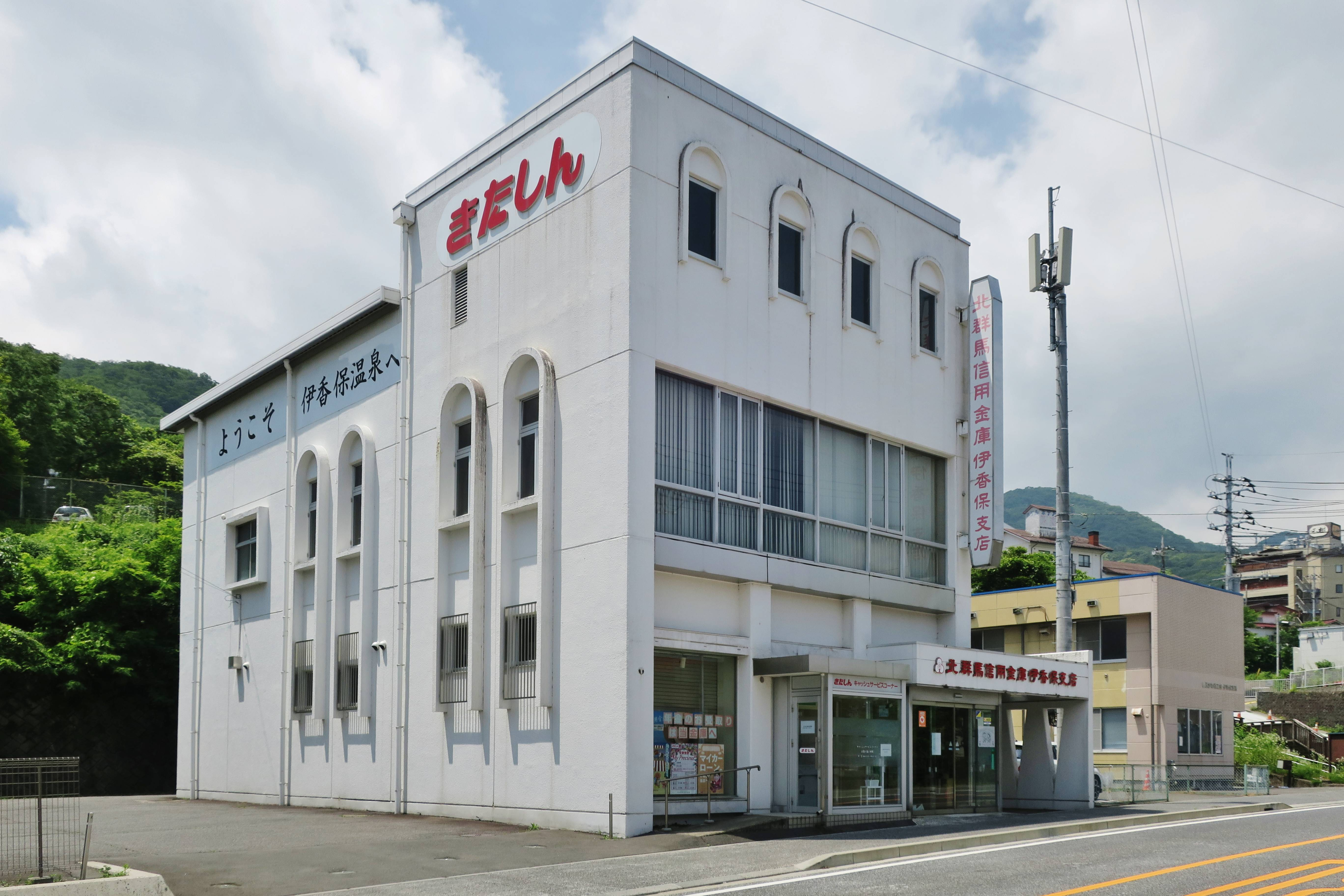
伊香保支店